# إبراك حمام
قرية إبراك حمام هي إحدى القرى التابعة لمركز إيتاي البارود في محافظة البحيرة في جمهورية مصر العربية. حسب إحصاءات سنة 2006، بلغ إجمالي السكان في إبراك حمام 2511 نسمة، منهم 1253 رجل و1258 امرأة.